# ذخیره خوارزمشاهی

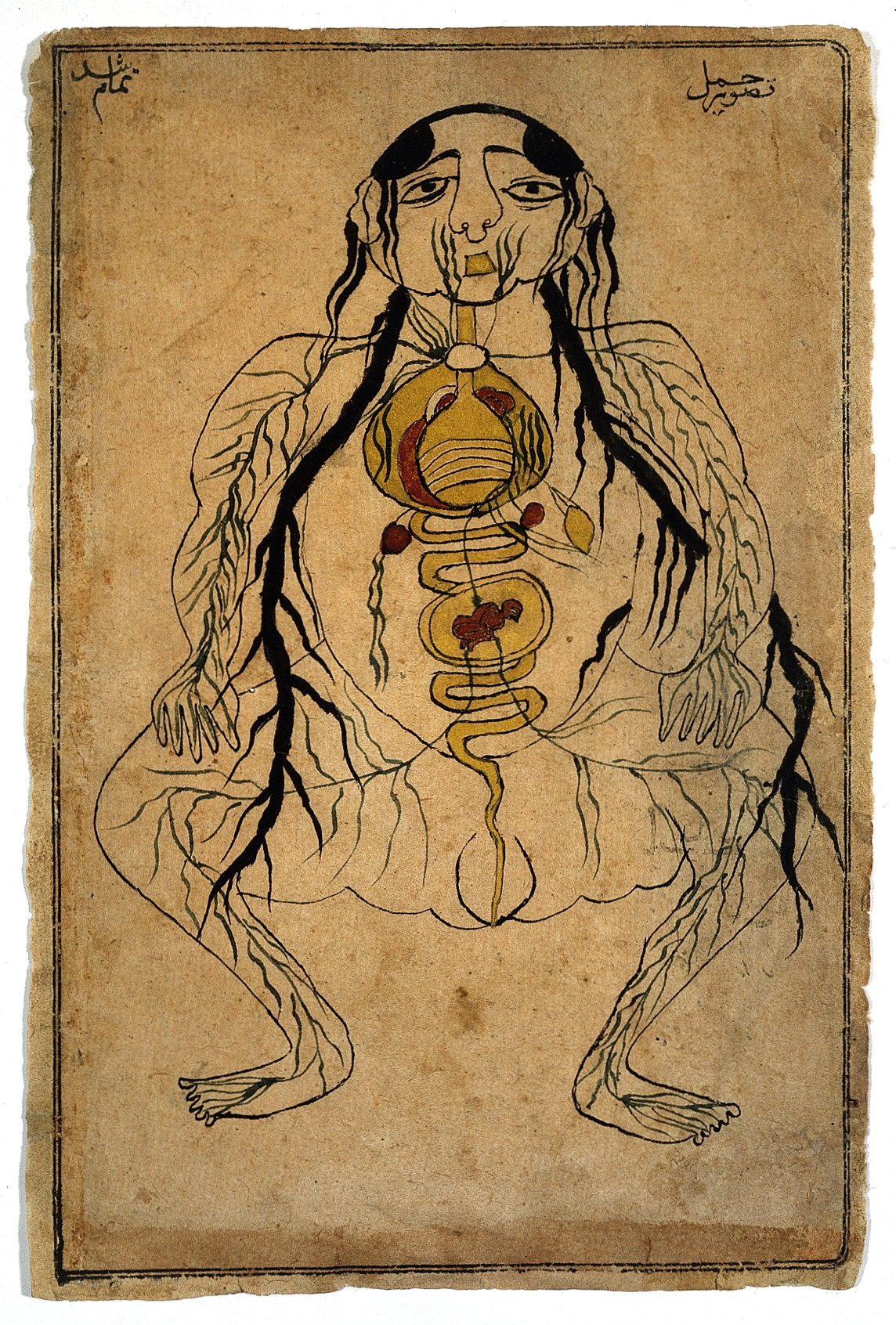
تصویر آناتومیک از اعضای بدن یک زن با جنینی در رحمش که در نسخه‌ای از ذخیرهٔ خوارزمشاهی منتشر شده است.

ذخیرهٔ خوارزمشاهی یک دایرةالمعارف فارسی دربارهٔ دانش پزشکی است که توسط اسماعیل جرجانی گردآوری و به ولی‌نعمت او و حاکم خوارزم، قطب‌الدین محمد خوارزمشاه، تقدیم شده است. ذخیرهٔ خوارزمشاهی جامع‌ترین متن پزشکی به زبان فارسی بود که تا آن تاریخ نوشته می‌شد. جرجانی با جمع‌آوری یافته‌های پزشکان دیگر در کتاب‌های عربی و فارسی و همچنین با استفاده از تجربهٔ پزشکی خود، کتاب را گردآوری کرد. این کتاب، نمونهٔ بسیار خوبی از نثر متقدم فارسی محسوب می‌شود که نثری ساده، بدون زرق‌وبرق، واضح و دلپذیر است.
نسخه‌های ناقص بسیاری از این کتاب وجود دارد اما با توجه به طولانی‌بودن متن، نسخه‌های کامل آن کمیاب‌اند. علی‌اکبر سعیدی سیرجانی یک نسخهٔ رونوشت (عکس‌برداری‌شده) از متن دست‌نویس کامل این کتاب را منتشر کرده که تاریخ متن دست‌نویس به ۶۰۳ قمری (۱۲۰۶ میلادی) برمی‌گردد و ظاهراً قدیمی‌ترین نسخهٔ باقی‌مانده از ذخیرهٔ خوارزمشاهی محسوب می‌شود.
جرجانی در مقدمهٔ کتاب دربارهٔ طولانی‌بودن آن می‌گوید:

و خاصیت این کتاب تمامی است از بهر آنکه قصد کرده آمده است تا اندر هر بابی آنچه طبیب را اندر آن باب بباید دانست از علم و عمل به تمامی یاد کرده آید و معلوم است که بر این نسق هیچ کتابی موجود نیست.[...] و این کتاب چنان جمع کرده آمده است که طبیب را اندر هیچ باب به هیچ کتاب دیگر حاجت نباشد و به سبب بازگشتن به کتاب‌های بسیار، خاطر پراکنده نشود.

## بخش‌های کتاب
ذخیرهٔ خوارزمشاهی از ده بخش یا اصطلاحاً «کتاب» تشکیل شده است.
کتاب اول شامل ۶ «گفتار» و ۷۱ «باب» است. گفتارهای کتاب اول به ابعاد عملی و علمی پزشکی، فواید آن، عناصر سازندهٔ بدن انسان (طبایع چهارگانه)، تعریف مزاج‌های مختلف، توصیف چهار «خلط» یعنی خون، صفرا، سودا و بلغم که سازندهٔ چهار طبع هستند و دلیل ایجاد آنها، کالبدشناسی بخش‌ها و اعضای بدن، توضیح قوت حیوانی و قوت نفسانی و اعضای مربوط به هریک از آنها، اختصاص یافته است.

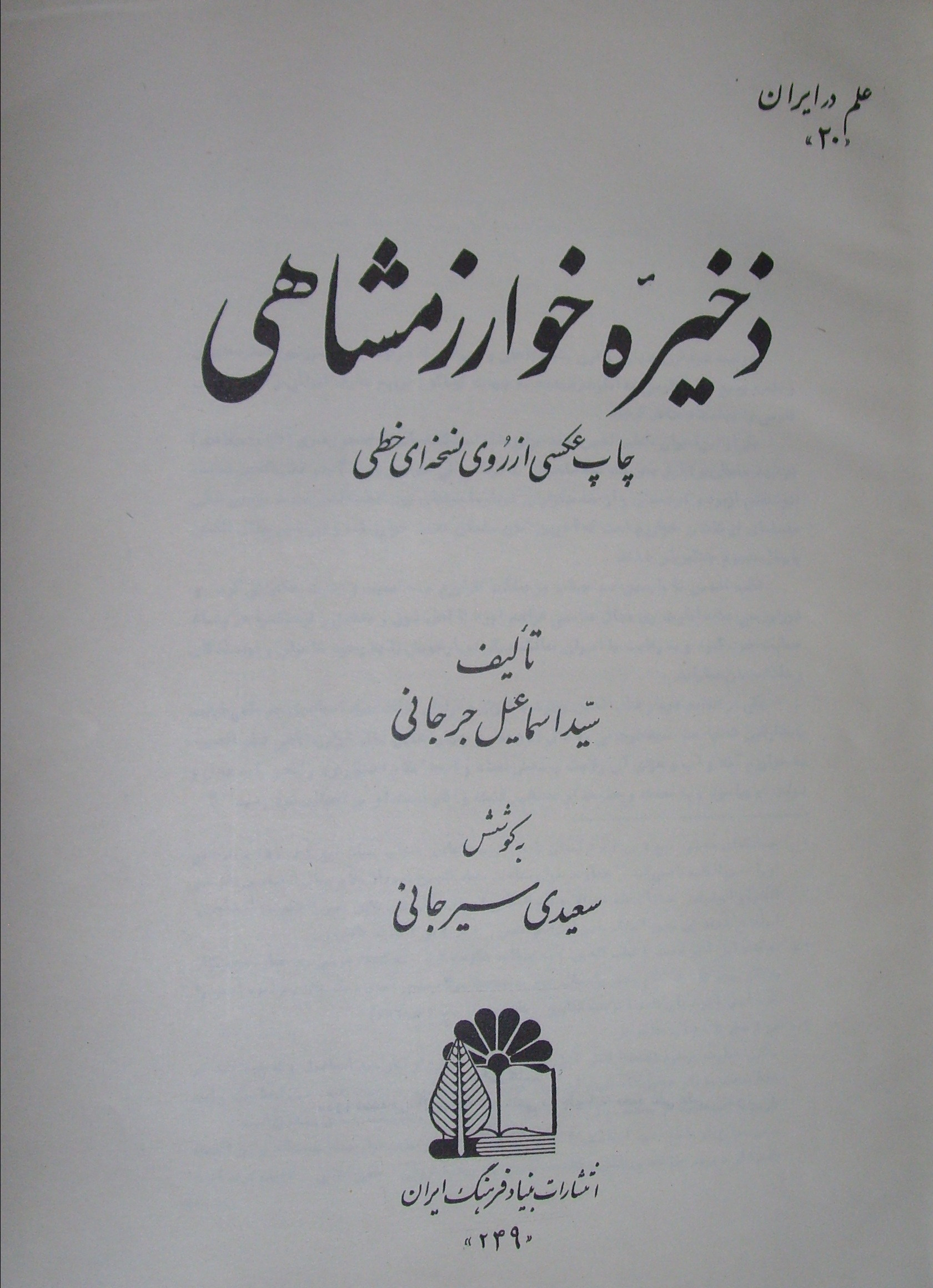
خوارزمشاهی به کوشش سعیدی سیرجانی

کتاب دوم شامل ۹ گفتار دربارهٔ وضعیت‌های مختلف تندرستی و سلامت است. اولین گفتار به تعریف تندرستی و بیماری، بیماری‌های اثرگذار بر بخش‌های خاصی از بدن، تفکیک بین بیماری و علت و «عوارض» جانبی آن، بیماری‌های ارثی و غیره پرداخته است. گفتار دوم تمرکز دارد بر علائم بیماری‌هایی مانند پرخونی، اختلالات مربوط به طبع، التهاب و امثال آن. گفتار سوم دربارهٔ نبض بدن است. در گفتار چهارم به تنفس طبیعی و غیرطبیعی، در گفتار پنجم به رنگ و بوی ادرار به عنوان یک علامت تشخیصی پرداخته می‌شود. در گفتار ششم به دستگاه گوارش و اثر بیماری‌های مختلف بر مدفوع توجه شده است. در گفتار هفتم به آثار بیماری‌های مختلف بر تعریق و در گفتار هشتم به مایعات و خلط‌هایی که از سینه خارج می‌شود پرداخته شده است. گفتار آخر معطوف به علائم بیماری است مانند دمای غیرطبیعی بدن، رطوبت زیاد یا کم، التهاب، درد، عیوب اکتسابی، تغییرات و شرایط بدن سالم (قاعدگی، بارداری، زایمان، تفاوت‌های جنسی، رشد و غیره) و علل مرگ.
کتاب سوم از ۲ بخش دربارهٔ حفظ تندرستی و سلامتی تشکیل می‌شود. اولین بخش مشتمل است بر ۷ گفتار. اولین گفتار به جو و محیط زندگی انسان، آب و هوا و اثرات آن، فصل‌ها و بیماری‌های فصلی می‌پردازد. دومین گفتار دربارهٔ آب، انواع آن، آزمایش و تصفیهٔ آن، و حمام‌کردن است. سومین گفتار دربارهٔ غذا، مواد مغذی مختلف (غلات، گوشت، ادویه، لبنیات، سبزیجاب، میوه‌ها، گیاه‌های وحشی، مواد قندی و روغن‌ها)، شیوه‌های حفظ موادغذایی و آثار رژیم غذایی بر مزاج است. در گفتار چهارم به نوشیدنی‌های الکلی، جنبه‌های پزشکی و آثار زیان‌بار آنها، دلایل ترجیح نوشیدنی‌های الکلی ساخته‌شده از انگور بر دیگر انواع، ویژگی‌های برخی نوشیدنی‌های دیگر، درجات مستی و نحوهٔ پیشگیری از آن، آداب نوشیدن شراب و شیوه‌های ساخت انواع مختلف شراب است. گفتار پنجم اختصاص دارد به خواب، ماهیت و کارکرد آن، و درمان بی‌خوابی. ششمین گفتار مربوط است به ورزش جسمی، لزوم و عوارض جانبی آن. گفتار آخر در بخش اول این کتاب، مختص است به انتخاب پوشاک و محاسن و معایب عطرها و مواد آرایشی مختلف. اولین گفتار از بخش دوم، مربوط است به نیاز به داروهای قی‌آور و مسهل، حجامت، علل و انواع استفراغ، آثار و شیوه‌های ایجاد و پیشگیری از آن، استفاده از مواد ملین و شیوه‌های پیشگیری از اسهال، فهرستی از داروهای ملین و مسهل، ترکیب آنها و توصیه‌هایی دربارهٔ تجویز آنها، حجامت و شیوه‌های آن، بادکش و استفاده از زالو، تخلیهٔ طبیعی بدن از طریق ادرار، تعریق، خروج خلط، مدفوع، دخول جنسی، تنقیه و شیاف. در گفتار دوم به اختلالات مزاج و درمان آن، و در گفتار سوم به عواطف و تأثیر آنها بر بدن پرداخته می‌شود. گفتار چهارم مربوط به علل و آثار کرختی، گرفتگی، خارش، سرگیجه، آبریزش چشم و بینی، تعریق شدید، خستگی، ویار یا بیزاری از برخی غذاهای خاص، و انواع مختلف تورم است. در گفتار پنجم پرداخته می‌شود به زایمان و سلامت و مراقبت از نوزاد، انتخاب دایه، مشکلات شیردهی، از شیر گرفتن، دندان درآوردن، بیماری‌های کودکان و درمان آنها. گفتار ششم به بیماری‌ها و درمان سالمندان، مزاج و رژیم‌های غذایی مناسب آنها اختصاص دارد. نهایتاً در گفتار هفتم به احتیاط‌های لازم، رژیم غذایی و داروهای لازم در سفر زمینی و دریایی و همچنین درمان آفتاب‌سوختگی، سرمازدگی و خستگی ناشی از پیاده‌روی پرداخته شده است.
کتاب چهارم مشتمل بر ۴ گفتار دربارهٔ تشخیص بیماری است. سه گفتار اول به ترتیب دربارهٔ تشخیص بیماری، تغییر در شرایط جسمی بیمار، و نشانه‌های بحرانی هستند. گفتار چهارم اختصاص یافته است به تشخیص بیماری از طریق معاینهٔ دقیق وضع روانی بیمار، رنگ و دمای بدن، ادرار و مدفوع، بررسی گوش‌ها، دهان، گلو، پوست و سایر اعضای بدن؛ تغییرات جسمی در شخص رو به مرگ؛ و توضیح تفصیلی علل مرگ ناگهانی در افرادی که ظاهراً سالم به نظر می‌رسند.
کتاب پنجم، شامل ۶ گفتار و کلا دربارهٔ تب است. اولین گفتار به علت و افزایش و کاهش انواع تب می‌پردازد و گفتار دوم به تب‌های ناگهانی، دلایل جسمی و روانی، و درمان آن. گفتار سوم مختص علل و درمان تب‌های عفونی است و گفتار چهارم دربارهٔ تب همراه با بیماری و وبا و درمان آن. در گفتار پنجم به آبله و سرخک، و در گفتار ششم به علل و نحوهٔ پیشگیری از بیماری‌های راجعه و مراقبت از بیماران در دورهٔ نقاهت پرداخته شده است.
کتاب ششم شامل ۲۱ گفتار دربارهٔ بیماری‌های بخش‌های مختلف بدن است.
۷ گفتار کتاب هفتم به بیماری‌هایی اختصاص یافته‌اند که مختص بخش خاصی از بدن نیستند: گفتار اول به تورم، التهاب و بیماری‌های پوستی؛ گفتار دوم به تومور، سرطان و خنازیر؛ گفتار سوم به خراشیدگی و سوختگی چرکی؛ گفتار چهارم به جذام؛ گفتار پنجم به زخم و خونریزی؛ گفتار ششم به داغ‌کردن برای درمان برخی بیماری‌ها؛ و گفتار هفتم به جاانداختن شکستگی و دررفتگی استخوان.
گفتارهای کتاب هشتم به سلامت بیرونی بدن اختصاص یافته‌اند: اولین گفتار به علل و پیشگیری از ریزش مو، درمان شورهٔ سر و شیوه‌های رنگ‌کردن مو؛ گفتار دوم به مراقبت از پوست، ترشحات چشم، آفتاب‌سوختگی، انواع جذام، بوی بد عرق، سرماسوزک و امثال آن؛ و گفتار سوم به علل لاغری و چاقی شدید، لاغری یا چاقی برخی بخش‌های خاص بدن، و مراقبت از ناخن‌ها.
کتاب نهم شامل ۵ گفتار دربارهٔ مسمومیت است. در اولین گفتار، سموم مختلف و داروهای خطرناک و همچنین تشخیص و درمان مسمومیت بیان می‌شود. گفتار دوم مختص است به درمان مارگزیدگی و سایر نیش‌های مسموم، و گفتار سوم به گونه‌های مختلف مارهای سمی و زهر آنها. در گفتار چهارم به درمان گازگرفتگی توسط انسان، سگ، گرگ و غیره پرداخته می‌شود و گفتار پنجم دربارهٔ درمان نیش حشرات است.
در بخشی که پس از کتاب نهم آمده، جرجانی بابت تأخیر طولانی‌اش در گردآوری ذخیرهٔ خوارزمشاهی عذرخواهی می‌کند و می‌گوید دلیل این تأخیر، مسئولیت‌های او به عنوان یک پزشک و انتصاب او از سوی قطب‌الدین محمد خوارزمشاه به ریاست داروخانهٔ دربار، و همچنین دغدغهٔ خود او برای جامع‌بودن کتاب بوده است.
کتاب دهم، که به نام «تتمّه» و مکمل عنوان شده در ادامه می‌آید. در اغلب نسخه‌های خطی، عنوان این بخش «کتاب قرابادین» (داروهای ترکیبی) است. مشخص نیست که این کتاب مدت کوتاهی پس از تکمیل کتاب نهم اضافه شده یا سال‌ها پس از آن. در اولین گفتار، جنبه‌های پزشکی مدفوعات و بافت‌های زنده، آب دهان، شیر، ادرار، مدفوع و منی انسان و همچنین مغز استخوان، خون، چربی و گوشت حیوانات بحث می‌شود. اولین بخش از دومین گقتار، حاوی فهرست داروهای خاص از جمله ضماد، پماد، غرغره، تنقیه و علاج هذیان و زردی است. این داروها بیشتر گیاهی (برگ، دانه و گل گیاهان مختلف) هستند و طبق اسم بیماری‌ها به ۳۸ قسمت طبقه‌بندی شده‌اند. بخش دوم، در ۳۱ قسمت، به تهیه داروهای ترکیبی اختصاص یافته است و جرجانی ادعا می‌کند که از فرمول‌های پزشکان و داروسازهای یونانی، هندی و ایرانی استفاده کرده است.